# Vera Tschurtschenthaler
Vera Tschurtschenthaler (Dobbiaco, 30 marzo 1997) è un'ex sciatrice alpina italiana.

## Biografia
Slalomista pura originaria di Sesto, si è formata nelle file dell'ASC Gsiesertal, per poi arruolarsi nel Centro Sportivo Esercito; attiva dal novembre del 2013, ha esordito in Coppa Europa il 6 gennaio 2016 a Zinal (33ª) e in Coppa del Mondo il 16 febbraio 2020 a Kranjska Gora, senza qualificarsi per la seconda manche. In Coppa Europa ha conquistato due podi, il 19 gennaio 2022 a Meiringen/Hasliberg (2ª) e il 29 novembre dello stesso anno a Mayrhofen (3ª); in Coppa del Mondo ha ottenuto il miglior risultato l'11 febbraio 2024 a Soldeu (18ª) e ha preso per l'ultima volta il via il 9 marzo 2025 a Åre, senza completare la prova. Si è ritirata al termine di quella stessa stagione 2024-2025 e ha disputato le sue ultime gare in carriera ai Campionati italiani 2025 (Moena/Passo San Pellegrino, 2-5 aprile); non ha preso parte a rassegne olimpiche o iridate.

## Palmarès

### Coppa del Mondo
- Miglior piazzamento in classifica generale: 106ª nel 2023

### Coppa Europa
- Miglior piazzamento in classifica generale: 38ª nel 2023
- 2 podi:
  - 1 secondo posto
  - 1 terzo posto

### Campionati italiani
- 3 medaglie:
  - 1 oro (slalom speciale nel 2019)
  - 1 argento (slalom speciale nel 2021)
  - 1 bronzo (slalom speciale nel 2022)